# Оперативна зона передгір'я Альп
Оперативна зона передгір'я Альп (нім. Operationszone Alpenvorland (OZAV); італ. Zona d'operazione Prealpi) була німецько-фашистською окупаційною зоною в субальпійському районі Італії під час Другої світової війни.

## Походження та географія
OZAV був створений 10 вересня 1943 року окупаційним німецьким вермахтом як відповідь на перемир'я союзників з Італією, проголошене двома днями раніше після вторгнення союзників в Італію. До його складу входили провінції Беллуно, Больцано та Тренто. Того ж дня була створена Оперативна зона Адріатичного узбережжя, що включає провінції Удіне, öерц, Трієст, Пула, Рієка, Кварнерська затока та Любляна. Обидві операційні зони були відокремлені від Італійської соціальної республіки (RSI), що базувалася в Сало на озері Гарда, яка регулювала решту Італії, яка ще не була окупована союзниками. 

## Адміністрація
Адміністрацією OZAV керував Верховний комісар Франц Хофер. Зоною керували в рамках рейхсгау Тіроль-Форарльберг.  Столицею зони був Больцано. Хофер хотів об'єднати зону операції зі своїм Гау і таким чином здійснити возз'єднання Тиролю та територіальне відродження старої австрійської королівської землі Тіроль.  Цього не відбулося, оскільки Гітлер хотів проявити увагу до Муссоліні, хоча уряд Сало мав майже нульовий вплив в регіоні під час правління Німеччини. 
Німецький вплив італійському впливу протистояв і знищив, постановивши відновити провінційні кордони 1919 р. (Плюс додавання Беллуно) та змусивши відмовитись від етнічних італійських Подеста в Південному Тиролі, яких замінили німецькомовні мери, завербовані від місцевого населення, що ототожнюється з Третім Рейхом.  У вересні 1943 року німецька мова отримала рівний статус з італійською.  Поряд з італійськими назвами відображалися німецькі та ладінські назви вулиць та населених пунктів.  Фашистські та італійськомовні газети були закриті, а імпорт газет з RSI заборонено.  Фашистська партія була оголошена поза законом.  Були введені закони, що обмежують імміграцію італійців, які рятуються від військової служби з РДІ.  Однак італійська ліра залишалася законним платіжним засобом. 
Наслідком цієї політики став швидкий і драконівський перелом суворої політики італіанізації, яку наклав на регіон італійський уряд на початку 1920-х років.
Військові підрозділи регіону потрапили під зону операцій Befehlshaber Alpenvorland, якою командував генерал дер Інфантері Йоахім Віттхофт, колишній командир дивізії XXVII армійського корпусу німецької армії.

## Співпраця
Первинне виконання німецьких норм здійснювалось Südtiroler Ordnungsdienst  (SOD, цивільна поліція "Південний Тіроль"), яка була набрана з АДО ( Arbeitsgemeinschaft der Optanten für Deutschland або Асоціації оптантів для Німеччини); він був відображений у Тренто (Трентіно) Корпу ді Сікурезца Трентіно (КНТ) та в провінції Беллуно Корпу ді Сікурез Беллунезе (CSB), до складу якого входили люди, складені з усіх жителів чоловічого віку від вісімнадцяти до п'ятдесяти років. СОД також брав активну участь у переслідуванні євреїв та відомого " Даблейбера " (тих, хто вибрав Італію, коли їх змусили заявити про свою вірність), як Йозеф Майр-Нуссер, Майкл Гампер, Фрідль Вольгер, Рудольф Пош та Йозеф Феррарі. Багато Даблейберів були нинішніми чи колишніми католицькими священиками, і їх переслідували німці.

## Депортація євреїв з передгір’я Альп
12 вересня 1943 року, майже відразу після початку німецької окупації, керівник СС та поліції в передгір'ї Альп Карл Бруннер видав наказ про арешт усіх євреїв у цьому регіоні.  Багатьох із єврейських громад регіону депортували та вбили в таборах знищення.  
В регіоні також знаходився транзитний табір Больцано, який діяв з літа 1944 року до кінця війни і використовувався для транзиту італійських євреїв до Освенціма та інших таборів.  
Цей регіон був ареною деяких останніх звірств Німеччини під час Другої світової війни. Ближче до кінця війни Південний Тіроль побачив понад 70 000 німецьких солдатів та членів поліції, готових до можливої останньої оборони. Після капітуляції Німеччини в Італії почалися урочистості італійськомовного населення, в результаті яких 11 людей загинули в Мерано 30 квітня і 41 людина загинула в Больцано 3 травня 1945 року, коли вермахт та підрозділи СС обстрілювали цивільних осіб. Цю та триваючі зустрічі між німецькими військами та італійськими партизанами називають битвою при Больцано ( італ. Battaglia di Bolzano   ).  Вину за ці вбивства поклали на лідера СС та поліції Карла Бруннера  а також на хаотичні обставини як італійської, так і німецької сторони після капітуляції. 